# Форменти, Эрнесто
Эрне́сто Форме́нти (итал. Ernesto Formenti; 2 августа 1927, Милан — 5 октября 1989, там же) — итальянский боксёр полулёгкой весовой категории. В конце 1940-х годов выступал за сборную Италии: чемпион летних Олимпийских игр в Лондоне, чемпион национального первенства, участник многих международных турниров и матчевых встреч. В период 1949—1954 боксировал на профессиональном уровне, неоднократно владел титулом чемпиона Италии.

## Биография
Эрнесто Форменти родился 2 августа 1927 года в Милане. Активно заниматься боксом начал в возрасте семнадцати лет для укрепления здоровья (врачи диагностировали ему сколиоз и посоветовали регулярные физические нагрузки). Поступив в местную академию бокса, он проходил подготовку под руководством тренера Джиджи де Лаурентиса и уже через несколько месяцев дебютировал на соревнованиях. В 1946 году дебютировал на международной арене, приняв участие в матчевой встрече со сборной Швеции, а год спустя стал чемпионом Ломбардии в полулёгком весе.
В 1948 году Форменти выиграл взрослое национальное первенство Италии и благодаря череде удачных выступлений удостоился права защищать честь страны на летних Олимпийских играх в Лондоне — одолел здесь всех своих соперников в полулёгкой весовой категории, в том числе поляка Алексия Анткевича и южноафриканца Денниса Шеферда в полуфинале и финале соответственно. Получив золотую олимпийскую медаль, Форменти продолжил выходить на ринг в основном составе национальной сборной. В 1949 году он защитил звание чемпиона Италии и съездил в США, где одержал победу в престижном турнире «Золотые перчатки», взяв верх над американскими чемпионами.
Начиная с лета 1949 года Форменти боксировал на профессиональном уровне. В течение нескольких месяцев он провёл множество удачных поединков, завоевал титул чемпиона Италии в полулёгком весе, но в сентябре 1950 года неожиданно был нокаутирован уже в первом же раунде не самым сильным боксёром Альваро Церазани. Через год он вернул себе чемпионское звание, однако защищать его по неизвестным причинам не стал и вскоре был лишён пояса чемпиона. Позже Эрнесто Форменти поднялся в лёгкую весовую категорию и в январе 1953 года попытался в третий раз выиграть титул итальянского чемпиона — на этот раз неудачно, бой закончился техническим нокаутом в девятом раунде. Он оставался действующим боксёром вплоть до 1954 года, но в последнее время уже не показывал значимых результатов. Всего в профессиональном боксе провёл 48 боёв, из них 40 окончил победой (в том числе 5 досрочно), 5 раз проиграл, в трёх случаях была зафиксирована ничья. Умер 5 октября 1989 года в Милане.